# 布赖恩·廷克
布赖恩·廷克（英語：Brian Tink，1958年9月26日—），澳大利亚男子拳击运动员。他曾代表澳大利亚参加1982年英联邦运动会拳击比赛，获得一枚铜牌。他也曾参加1976年夏季奥林匹克运动会。